# Coniogramme intermedia
Coniogramme intermedia är en kantbräkenväxtart som beskrevs av Georg Hans Emmo Wolfgang Hieronymus.
Coniogramme intermedia ingår i släktet Coniogramme och familjen Pteridaceae. Utöver nominatformen finns också underarten Coniogramme intermedia glabra.